# James Margolis
James Arthur Margolis (New York, 17 luglio 1936 – 13 maggio 2025) è stato uno schermidore statunitense, specializzato nella sciabola.

## Biografia
Ha partecipato ai Giochi della XVII Olimpiade di Roma nel 1960.

## Palmarès
In carriera ha conseguito i seguenti risultati:
- Giochi Panamericani:

San Paolo 1963: oro nella spada a squadre.